# Tenement Funster
«Tenement Funster» es una canción de la banda británica Queen, la tercera pista perteneciente a su álbum Sheer Heart Attack, grabado en 1974.
Es la canción del álbum escrita por el baterista Roger Taylor, que fue el compositor y vocalista principal de la misma. Es una canción que trata sobre la juventud y la rebelión. Esta canción es enganchada con la siguiente pista del disco, «Flick of the Wrist».
James Hetfield de Metallica dijo en una entrevista a Rolling Stone que el riff de «Nothing Else Matters» fue inspirado por esta canción, que presenta un compás muy parecido.
En 2009, el grupo Dream Theater versionó la canción en su álbum de estudio Black Clouds & Silver Linings.